# Долно Саръкьой
Долно Саръкьой (на гръцки: Κάτω Ποταμιά, Като Потамия, до 1928 година Σαρή Κιόι, Сари кьой) е село в Гърция, Егейска Македония, дем Кукуш, в област Централна Македония.

## География
Селото се намира на шест километра югоизточно от град Кукуш.

## История

### В Османската империя
В „Етнография на вилаетите Адрианопол, Монастир и Салоника“, издадена в Константинопол в 1878 година и отразяваща статистиката на населението от 1873 година, Саръкьой (Sarikeui) е посочено като село в каза Аврет хисар с 20 къщи и 70 жители мюсюлмани. Според Васил Кънчов („Македония. Етнография и статистика“) в 1900 година Сари Кьой има 70 жители турци и 30 цигани.

### В Гърция
След Междусъюзническата война Долно Саръкьой попада в Гърция. Боривое Милоевич пише в 1921 година („Южна Македония“), че Сарикей (Сари-кеј) има 45 къщи турци. В 1928 година селото е прекръстено на Потамия. В 1928 година Саръкьой е представено като чисто бежанско село със 78 бежански семейства и 290 души.